# Glenn Grøtheim
Glenn Grøtheim (2 settembre 1959) è un giocatore di bridge norvegese, nel WBF World Life Master, ed è un membro della squadra norvegese dal 1987.
Nel 1980, al 21 anni, vinse la medaglia d'oro agli Europei Juniores a Tel Aviv; arrivò altre due volte terzo, nel 1982 e nel 1984. Nel 1987, con come partner Ulf Tundal, debuttò nel Campionato per team europeo di Brighton, finendo terzo. Nel 1993 finì ancora terzo nel Campionato per team europeo a Menton, Francia. Nello stesso anno, raggiunse la finale ai Bermuda Bowl a Santiago del Cile, dove perse contro il giovane team olandese. Nel 1997, vinse di nuovo la medaglia di bronzo agli Europei e perse contro la Francia alle semi-finali del Bermuda Bowl, che si tenne a Tunisi, finendo terzo battendo gli Stati Uniti per il bronzo. Lo stesso team vinse l'argento agli Europei di Tenerife, nel 2001, dietro l'Italia. Persero poi a Parigi, in finale ai Bermuda Bowl, contro gli Stati Uniti.
Fu per sedici volte campione norvegese e attualmente è in quinta posizione nel ranking del suo paese.
Finanzia alcune riviste di bridge scandinave. Vive nella periferia di Trondheim, Norvegia, con sua moglie e i suoi due figli, facendo l'elettricista. Dopo aver giocato insieme a Ulf Tundal e a Geir Helgemo, acquisì numerosi successi al fianco di Terje Aa, dal 1993 al 2006. Attualmente gioca insieme a Tundal. Gioca utilizzando il sistema di cambio chiamato Precision Club, sul quale nel 2000 scrisse con Alan Sontag un libro, The Viking Precision Club: A Relay System for the 21st Century.